# Ušba
Ušba (gruzijski: უშბა), jedan od najznačajnijih vrhova Kavkaza u gruzijskoj pokrajini Svaneti. Poznata je kao “kavkaski Matterhorn” zbog svog slikovitog dvostrukog vrha u obliku tornja. 
Ushbu mnogi penjači smatraju najtežim usponom na Kavkazu, a na njoj su 1974. godine, u pokušaju da je osvoje, poginuli članovi tadašnje jugoslavenske ekspedicije, Kaštelanin Ante Bedalov, Zagrepčani Urso Vrdoljak i Viktor Tabaković te Splićanin Nenad Čulić.
Sjeverni vrh (4 690 m) je pritupačniji i nešto niži od južnog, čija je visina 4 710 m. Sjeverni vrh osvojili su 1888. g. John Garford Cokkin i planinski vodič Ulrich Almer, dok je Južni osvojen 1903. pod vodstvom Wilhelm Rickmer-Rickmersa.